# Tsarska kupa 1938
La Coppa dello Zar 1938 è stata la 1ª edizione di una coppa nazionale bulgara di calcio, iniziata il 4 settembre 1938 e terminata il 3 ottobre 1938. Il FK 13 Sofia ha vinto il trofeo per la prima volta.

## Ottavi di finale
| Squadra 1              | Risultato | Squadra 2                               |
| ---------------------- | --------- | --------------------------------------- |
| 4 settembre 1938       |           |                                         |
| FK 13 Sofia            | 3 – 0     | FK Lom                                  |
| Car Krum Byala Slatina | 0 – 3     | Levski Pleven                           |
| Trjavna                | 3 – 1     | Svetoslav Stara Zagora                  |
| Levski Dupnica         | 3 – 1     | Sboren otbor na Pirinska sportna oblast |
| Levski Ruse            | 7 – 5     | Hadžislavčev Pavlikeni                  |
| Pobeda Varna           | 4 – 0     | Nikola Simov Tărgovište                 |
| Georgi Dražev Jambol   | 0 – 4     | Levski Burgas                           |
| Sportklub Plovdiv      | 5 – 0     | Botev Haskovo                           |

## Quarti di finale
| Squadra 1         | Risultato | Squadra 2     |
| ----------------- | --------- | ------------- |
| 11 settembre 1938 |           |               |
| Pobeda Varna      | 2 – 3     | Levski Pleven |
| Levski Burgas     | 3 – 0     | Trjavna       |
| Levski Dupnica    | 0 – 1     | FK 13 Sofia   |
| Sportklub Plovdiv | 1 – 2     | Levski Ruse   |

## Semifinali
| Squadra 1         | Risultato | Squadra 2     |
| ----------------- | --------- | ------------- |
| 18 settembre 1938 |           |               |
| Levski Ruse       | 6 – 3     | Levski Burgas |
| Levski Pleven     | 1 – 7     | FK 13 Sofia   |

## Finale
| Sofia 3 ottobre 1938 | FK 13 Sofia      | 3 – 0 | Levski Ruse | Stadio Junak (10 000 spett.)\| Arbitro: \| Vasil Kavaldžiev \| |
| Arbitro:             | Vasil Kavaldžiev |       |             |                                                                |